# Tempestade tropical Emilia (2006)
A tempestade tropical Emilia foi o sexto ciclone tropical e o quinto sistema nomeado da temporada de furacões no Pacífico de 2006. Uma área de baixa pressão formou-se em 16 de Julho na bacia do Atlântico e tornou-se uma tempestade no Oceano Pacífico nordeste. A área de baixa pressão fortaleceu-se numa depressão tropical e então numa tempestade no dia seguinte. Operacionalmente, foi estimado que a tempestade tenha alcançado ventos máximos sustentados de 115 km/h. No entanto, em análises pós-tempestade, foi constatado que os ventos máximos sustentados eram mais fracos, sendo de 105 km/h. Emilia afetou o a costa pacífica do México e a Península da Baixa Califórnia antes de se degenerar numa área de baixa pressão remanescente em 28 de Julho, dissipando-se três dias depois.

## História meteorológica

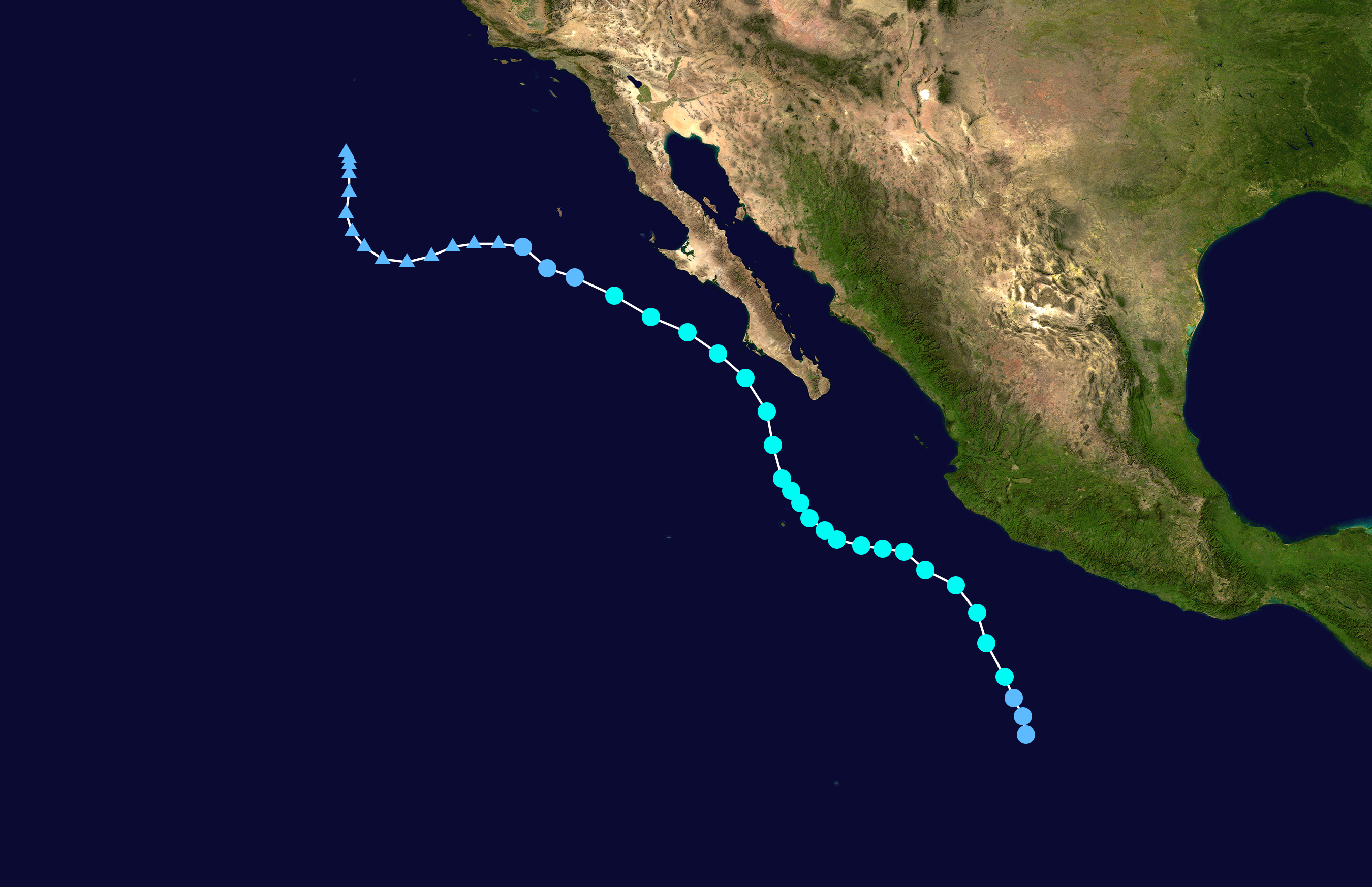
O caminho de Emilia

Uma onda tropical deixou a costa do noroeste da América do Sul e entrou na bacia do pacífico nordeste em 16 de Julho. A onda começou a mostrar sinais de intensificação em 18 de Julho e o Centro Nacional de Furacões previu que o sistema poderia se tornar uma depressão nos dias seguintes. No entanto, no final daquele dia, a aparência do sistema de que o sistema iria se tornar uma depressão tropical diminui. Em 19 de Julho, a atividade de trovoadas retornou e foi previsto que o sistema iria mesmo tornar-se uma depressão tropical. Em 20 de Julho, uma área de baixa pressão de superfície formou-se juntamente com o eixo da onda ao sul de Acapulco, México. A área de baixa pressão moveu-se para noroeste e ficou mais organizado. Devido a isto, o Centro Nacional de Furacões classificou a área de baixa pressão na depressão tropical Seis-E em 21 de Julho, a 650 km a sul-sudoeste de Acapulco.
Depois de começara a seguir para noroeste, as bandas de chuva ficaram mais desenvolvidas e mais bem definidas, e então a depressão fortaleceu-se na tempestade tropical Emilia em 22 de Julho. A tempestade tropical Emilia moveu-se em direções alternadas, em volta da periferia sudoeste da alta subtropical. Por volta de 06:00 UTC de 22 de Julho, o centro de Emilia estava a apenas 280 km de Manzanillo, México, possivelmente produzindo ventos com intensidade de tempestade tropical. Emilia alcançou seu primeiro pico de intensidade com ventos constantes de 105 km/h na noite de 23 de Julho. Um aumento nos ventos de cisalhamento vertical causaram o enfraquecimento de Emilia nas 24 horas seguintes.
Emilia começou a se intensificar novamente em 25 de Julho assim que os ventos de cisalhamento de altos níveis diminuíram e então a tempestade alcançou seu segundo pico de intensidade, novamente com ventos constantes de 105 km/h no mesmo dia. No final de 25 de Julho, Emilia passou a cerca de 95 km a sudoeste de Cabo San Lazaro. Em 27 de Julho, Emilia adentrou numa área com temperaturas mais baixas da superfície do mar e enfraqueceu-se numa depressão tropical por volta do meio-dia. Emilia degenerou-se numa área de baixa pressão remanescente em 28 de Julho. A área de baixa pressão moveu-se para oeste lentamente e começou a seguir para o norte em 30 de Julho. Finalmente, a área de baixa pressão remanescente dissipou-se em 31 de Julho.
Houve uma chance de que Emilia poderia se intensificar para um furacão de categoria 2 na escala de furacões de Saffir-Simpson, mas isto não ocorreu. Em 24 de Julho, as chances de Emilia alcançar a força de furacão tinha diminuído.

## Preparativos e impactos

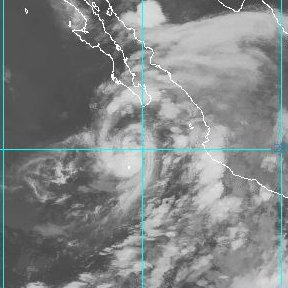
A tempestade tropical Emília passando ao norte da Ilha Socorro, México

Vários alertas e avisos de tempestade tropical foram emitidos de acordo com o avanço da tempestade tropical Emilia. O primeiro alerta de tempestade tropical foi emitido para a costa entre Manzanillo e Cabo Corrientes em 22 de Julho, que foi descontinuado no dia seguinte. Em 25 de Julho, um alerta de tempestade tropical foi emitido para a costa entre Buena Vista e Baía de Magdalena. O alerta foi substituído por um aviso seis horas depois, mas descontinuado em 26 de Julho. Um novo aviso foi emitido para a costa entre Cabo San Lucas e Punta Eugenia no mesmo dia. Nove horas depois, o aviso foi estendido para Santa Fé e Puerto San Andresito. Todos os avisos e alertas foram descontinuados em 27 de Julho.
Foram relatadas chuvas que alcançaram 75-125 mm sobre a porção sul da Península da Baixa Califórnia, sendo que 125 mm foram registrados em Cabo San Lucas. No entanto, precipitações acumuladas maiores podem ter acontecido em áreas montanhosas da península, onde não há estações meteorológicas. Forças de tempestade tropical foram relatadas no extremo sul e na costa sudoeste da península. As trajetórias dos ventos sugerem que ventos de tempestade tropical também ocorreram na costa pacífica do México entre Manzanillo e Cabo Corrientes. A tempestade tropical causou chuvas na porção norte do estado mexicano de Baja California, mesmo com temperaturas mais baixas. Choveu por 36 horas em Baja California, acompanhado de rajadas de vento que chegavam a 120 km/h. Ruas foram inundadas e as galerias de águas pluviais não foram capazes de escoar toda a água. Alguns residentes ficaram sem eletricidade depois que as enchentes e enxurradas derrubaram linhas de força.
Enchentes leves ocorreram em Cabo San Lucas, que danificaram algumas construções. Algumas marinas ficaram fechadas por dois dias. Não houve mortos ou ferido com a passagem da tempestade tropical Emilia. Apesar disto, 100 pessoas foram forçadas a permanecer em abrigos de emergência devido às enchentes. As chuvas dos remanescentes de Emília chegaram aos Estados Unidos e ajudaram a extinguir um incêndio florestal na Floresta Nacional de Cleveland e também trouxe alívio para uma estiagem em Baja California Sur.